# Musée typographique - Fernand Le Rachinel
Le musée typographique - Fernand Le Rachinel de Saint-Lô est un musée privé situé 562 rue Jules-Vallès consacré à l'histoire de l'imprimerie et de l'art typographique.

## Histoire
Le musée est conçu par Fernand Le Rachinel, imprimeur et meilleur ouvrier de France autour de ses collections personnelles. Fernand Le Rachinel commence sa carrière au milieu des années 1950.
D'un coût d'1,5 million d’euros, le musée est inauguré le vendredi 4 octobre 2019.

## Collections
Le musée se veut une évocation de l'« évolution de l'imprimerie et de l'art typographique ».
Fernand Le Rachinel rassemble plus de 200 presses à imprimer dont une reconstitution de l'atelier de Gutenberg et des machines rares, ainsi que plus de 250 presses de notaires.
Les collections sont exposées sur 1 000 m2, dans les anciens locaux de la Société d'impression d'art Le Rachinel ou 700 m².